# Nectophrynoides
Nectophrynoides es un género de anfibios anuros de la familia de sapos Bufonidae. Las especies de este género son endémicas de las regiones montanas de Tanzania. Algunas especies del género presentan una característica reproductiva muy inusual, son vivíparas. La fertilización es interna y las hembras paren las crías. 

## Especies
Se reconocen las 13 especies siguientes según ASW:
- Nectophrynoides asperginis Poynton, Howell, Clarke & Lovett, 1999
- Nectophrynoides cryptus Perret, 1971
- Nectophrynoides frontierei Menegon, Salvidio & Loader, 2004
- Nectophrynoides laevis Menegon, Salvidio & Loader, 2004
- Nectophrynoides laticeps Channing, Menegon, Salvidio & Akker, 2005
- Nectophrynoides minutus Perret, 1972
- Nectophrynoides paulae Menegon, Salvidio, Ngalason & Loader, 2007
- Nectophrynoides poyntoni Menegon, Salvidio & Loader, 2004
- Nectophrynoides pseudotornieri Menegon, Salvidio & Loader, 2004
- Nectophrynoides tornieri (Roux, 1906)
- Nectophrynoides vestergaardi Menegon, Salvidio & Loader, 2004
- Nectophrynoides viviparus (Tornier, 1905)
- Nectophrynoides wendyae Clarke, 1988